# Tones and I
Tones and I, pseudonimo di Toni Elizabeth Watson (Melbourne, 13 maggio 1993), è una cantante australiana, nota principalmente per la hit internazionale Dance Monkey, tratta dall'EP The Kids Are Coming (2019), progetto al quale hanno fatto seguito gli album in studio Welcome to the Madhouse (2021) e Beautifully Ordinary (2023), entrambi numero uno nelle ARIA Charts.

## Biografia
Originaria del quartiere di Mount Martha, nella penisola di Mornington a sud-est di Melbourne, Toni Watson ha iniziato la sua attività musicale cantando in locali nella sua zona. L'artista non ha mai chiarito con precisione la sua data di nascita: alcune voci affermano che sia nata nel 2000, altre nel 1993, ma lei ha preferito non rendere pubblica quest'informazione. L'artista ha ciononostante parlato in maniera dettagliata sulle modalità con cui si sono sviluppate le sue inclinazioni musicali, affermando di aver capito per la prima volta di avere una predisposizione per il canto grazie ai complimenti di una sua zia quando aveva soli 7 anni.
Nel 2009 ha aperto il suo primo canale YouTube, in cui ha caricato cover a cappella di varie canzoni. Nel 2014 ha fatto parte di un duo musicale, per poi decidere successivamente di cantare come solista. Nel 2018 ha ottenuto un permesso per esibirsi come artista di strada nel centro di Melbourne; si è quindi trasferita a Byron Bay, dove le sue performance di strada hanno goduto di popolarità, fino a farle vincere una competizione di talenti locali. Nel febbraio 2019 Tones and I ha firmato il suo primo contratto discografico con la Sony Music.
Il 1º marzo 2019 ha pubblicato il suo singolo di debutto Johnny Run Away, che ha raggiunto la 12ª posizione nella classifica australiana ed è stato certificato doppio disco di platino dalla Australian Recording Industry Association per aver venduto più di 140 000 copie a livello nazionale. La sua svolta internazionale è tuttavia avvenuta con il secondo singolo, Dance Monkey, pubblicato nel maggio successivo, che ha raggiunto la vetta delle classifiche in trentadue paesi fra Australia, Irlanda e Scandinavia. Il brano ha conseguito il disco di diamante in Canada e in Francia, oltre a diciannove dischi di platino in madrepatria, cinque nel Regno Unito e quattro negli Stati Uniti, paese in cui si è piazzato 4º nella Billboard Hot 100. I due brani, insieme al terzo singolo Never Seen the Rain, sono inclusi nell'EP di debutto della cantante, The Kids Are Coming, uscito il 30 agosto 2019 e distribuito dalla Sony Music. Tones and I ha annunciato una tournée australiana con quattordici date fra settembre e ottobre 2019.
A novembre 2020 la cantante ha pubblicato il singolo Fly Away, il quale si è spinto fino alla 4ª posizione della graduatoria australiana. Hanno fatto seguito nel 2021 Won't Sleep e Cloudy Day, volti ad anticipare la pubblicazione dell'album di debutto Welcome to the Madhouse, uscito nel luglio del medesimo anno e che ha esordito in vetta alla classifica australiana dedicata agli album.

## Discografia

### Album in studio
- 2021 – Welcome to the Madhouse
- 2024 – Beautifully Ordinary

### EP
- 2019 – The Kids Are Coming

### Singoli
- 2019 – Johnny Run Away
- 2019 – Dance Monkey
- 2019 – Never Seen the Rain
- 2019 – The Kids Are Coming
- 2020 – Bad Child
- 2020 – Ur So F**king Cool
- 2020 – Fly Away
- 2021 – Won't Sleep
- 2021 – Cloudy Day
- 2022 – Eyes Don't Lie
- 2022 – Chant (con Macklemore)
- 2023 – Charlie
- 2023 – I Made It
- 2023 – I Am Free
- 2023 – House for Kings (con Sam Feldt)
- 2023 – Bring It On (con Bia e Diarra Sylla)
- 2023 – The Greatest
- 2024 – Dreaming
- 2024 – I Get High
- 2024 – Down Under
- 2024 – Wonderful
- 2024 – Dance with Me

## Tournée
- 2019/20 – The Kids Are Coming Tour
- 2022 – Europe + UK Tour
- 2022 – North America Tour
- 2024 – Australia NZ Tour